# Бабицкая, Евгения Ароновна
Евгения Ароновна Бабицкая (22 августа 1914, Киев — 1998, Томск) — художественный руководитель народного хора Томского электролампового завода (1947—1980), заслуженный работник культуры РСФСР (1984).

## Биография
Родилась 22 августа 1914 года в Киеве в семье служащего. Отец, Арон Давидович Бабицкий, работал на табачной фабрике, мать, Броня Львовна, домашняя хозяйка. В 1922 году Е. А. Бабицкая окончила школу, в 1932 году — Киевский химико-технологический техникум. После поступила во Всесоюзный научно-исследовательский институт плодоовощной промышленности (Киев). Работала в институте химиком-лаборантом. Занималась в украинском самодеятельном театре, надеялась поступить в театральный институт.
В августе 1941 года вся семья Бабицких была эвакуирована в Волгоградскую область (ст. Камышин, с. Березовка). В январе 1942 года прибыли в эвакуацию в Томск.
В январе 1942 года Евгения Ароновна поручила направление на работу на электроламповый завод, развернувшего свое производство на базе Московского электролампового завода и Запрудненского стекольного завода.
1942—1944 гг. — лаборант заводской лаборатории Томского электролампового завода № 660 (п/я 134);
1944—1945 гг. — начальник смены цеха № 31 г. Томского электролампового завода № 660 (п/я 134);
1945—1946 гг. — диспетчер Томского электролампового завода № 660 (п/я 134);
1946—1960 гг. — старший диспетчер Томского электролампового завода № 660 (п/я 134);
1960—1980 гг. — старший инженер отдела начальника производства Томского электролампового завода (ТЭЛЗ);

## Творчество
В декабре 1946 года руководство завода обратилось к Евгении Ароновне за помощью в подготовке к районному смотру художественной самодеятельности. Так, наряду с производственной работой, с января 1947 года по 1986 год Е. А. Бабицкая являлась бессменным руководителем народного хора Томского электролампового завода.
В 1948 году коллектив занял 1 место в городском смотре художественной самодеятельности, в 1957 году — первое место на кустовом конкурсе в г. Новосибирске защищал честь г. Томска и области на Всесоюзном смотре коллективов художественной самодеятельности, где был отмечен серебряной медалью, дипломом лауреата 2 степени и был оставлен в составе группы Российской федерации для участия и выступления на 6 Всемирном фестивале молодежи и студентов в г. Москве.
Евгения Ароновна являлась создателем многих постановок, композиций, автором стихов и песен.

## Награды
Медаль «За доблестный труд в Великой Отечественной войне 1941—1945 гг.»; медаль «За доблестный труд. В ознаменование 100-летия со дня рождения В. И. Ленина»; медаль «Ветеран труда»; медаль «30 лет Победы в Великой Отечественной войне».

## Почетные звания
Заслуженный работник культуры РСФСР (1984).